# Die Neue Zeit

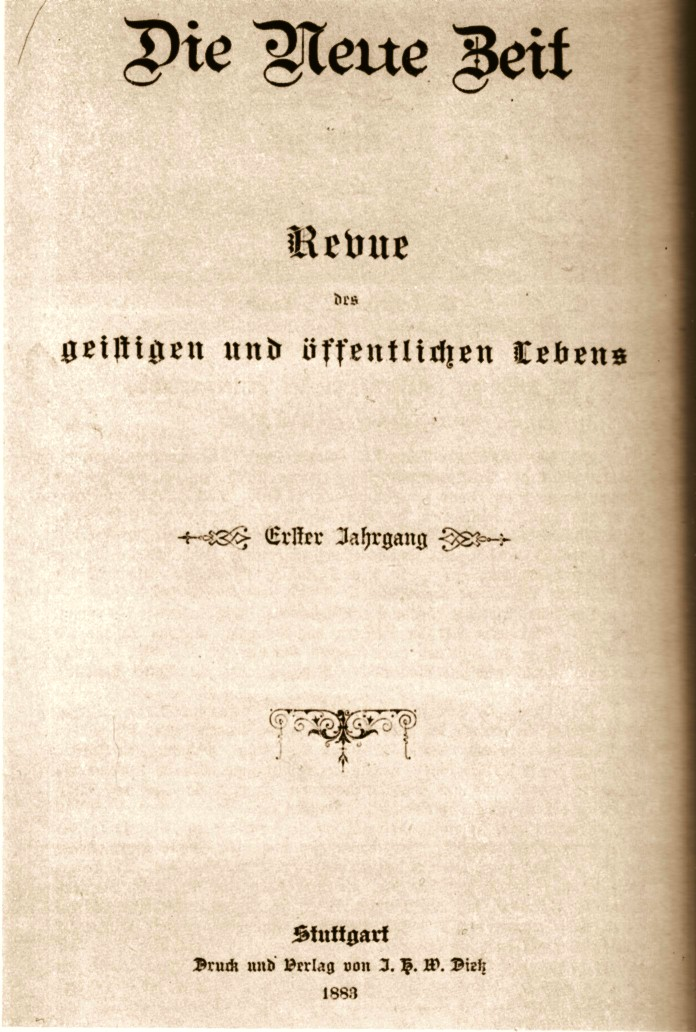
Voorblad van een nummer van Die Neue Zeit uit 1883

Die Neue Zeit was een theoretisch-wetenschappelijk tijdschrift van de Duitse sociaaldemocratische partij SPD en verscheen van 1883 tot 1923.
De leiding over de redactie was vanaf de oprichting tot in 1917 toevertrouwd aan de oprichter van het tijdschrift, Karl Kautsky, daarna aan Heinrich Cunow. Die Neue Zeit speelde tot aan het begin van de Eerste Wereldoorlog een hoofdrol in de theoretische discussies over socialisme, marxisme en democratie binnen de SPD.

## Auteurs in Die Neue Zeit
- Friedrich Engels
- Konrad Haenisch
- Karl Kautsky
- Paul Lensch
- Wilhelm Liebknecht
- Rosa Luxemburg
- Karl Marx
- Franz Mehring
- Anton Pannekoek
- Parvus
- Georgi Plechanov
- Henriette Roland Holst
- Friedrich Schrader (Constantinopel, Berlijn)